# Voleibol de playa en los Juegos Centroamericanos y del Caribe

Voleibol de Playa

El Voleibol de playa es un deporte incluido en el calendario de los Juegos Centroamericanos y del Caribe a partir de la edición de XIX Juegos Centroamericanos y del Caribe de Maracaibo 1998 en Venezuela.
Actualmente es celebrado en torneos tanto masculino como femenino.

## Masculino

### Medallero
Actualizado Barranquilla 2018
| # | País        |   |   |   | Total |
| - | ----------- | - | - | - | ----- |
| 1 | Cuba        | 4 | 0 | 1 | 5     |
| 2 | Venezuela   | 1 | 2 | 1 | 5     |
| 3 | Puerto Rico | 1 | 0 | 2 | 3     |
| 4 | México      | 0 | 4 | 1 | 5     |
| 5 | Colombia    | 0 | 0 | 2 | 2     |

### Palmarés
| Año  | País         | Oro                                        | Plata                                     | Bronce                                         |
| ---- | ------------ | ------------------------------------------ | ----------------------------------------- | ---------------------------------------------- |
| 1998 | Maracaibo    | Cuba · Juan Rossell Ihosvany Chambers      | Venezuela · Alfonso Jackson Yoel Sotelo   | Puerto Rico William De Jesús Amaury Velasco    |
| 2002 | San Salvador | Puerto Rico Ramón Hernández Raúl Papaleo   | México · Juan Rodríguez Tomás Hernández   | Venezuela · José Vásquez Ricardo Rodríguez     |
| 2006 | Cartagena    | Cuba · Francisco Álvarez Wilfredo Villar   | VenezuelaJackson Henríquez Igor Hernández | Cuba · Ulises Ontiveros Lombardo Ontiveros     |
| 2010 | MayagÜez     | Venezuela · Igor Hernández Jesus Villafañe | México · Aldo Miramontes Juan Virgen      | Puerto Rico Orlando Irizarry Roberto Rodríguez |
| 2014 | Veracruz     | Cuba ·                                     | Venezuela                                 | México                                         |
| 2018 | Barranquilla | Cuba · Nivaldo Diaz Sergio Conzález        | México · Lombardo Ontiveros Juan Virgen   | Colombia · Jorge Manjarres Johan Murray        |

## Femenino

### Medallero
Actualizado Barranquilla  2018
| # | País                 |   |   |   | Total |
| - | -------------------- | - | - | - | ----- |
| 1 | México               | 3 | 2 | 0 | 5     |
| 2 | Cuba                 | 3 | 1 | 0 | 4     |
| 3 | Venezuela            | 0 | 1 | 4 | 5     |
| 4 | Colombia             | 0 | 1 | 1 | 2     |
| 5 | Puerto Rico          | 0 | 1 | 0 | 1     |
| 6 | República Dominicana | 0 | 0 | 1 | 1     |

### Palmarés
| Año  | País         | Oro                                                | Plata                                             | Bronce                                                  |
| ---- | ------------ | -------------------------------------------------- | ------------------------------------------------- | ------------------------------------------------------- |
| 1998 | Maracaibo    | México · Laura Almaral · Mayra Huerta              | Cuba · Mayra Ferrer · Noemí Blanco                | Venezuela · Yedeizi Abreu · Nelitza Zambrano            |
| 2002 | San Salvador | México · Mayra García · Hilda Gaxiola              | Venezuela · Frankelina Rodríguez · Milagros Cova  | República Dominicana · Yudelka Bonilla · Iris Santos    |
| 2006 | Cartagena    | Cuba · Dalixia Fernández · Larissa França          | México · Vanessa Virgen · Martha Revuelta         | Venezuela · Frankelina Rodríguez · AlejandraGarcía      |
| 2010 | MayagÜez     | México · Bibiana Candelas · Mayra García           | Puerto Rico Dariam Avecedo Yarleen Santiago       | Colombia · Yarleen Santiago · Yamileska Yantín          |
| 2014 | Veracruz     | Cuba                                               | Venezuela                                         | México                                                  |
| 2018 | Barranquilla | Cuba · Leila Martínez Ortega · Maylen Delis Tamayo | Colombia · Yuli Ayala Machado · Diana Rios Arcila | Venezuela · Norisbeth Agudo · Gabriela Brito Colmenares |

## Medallero histórico ambas ramas
Actualizado Barranquilla 2018
| # | País                 |   |   |   | Total |
| - | -------------------- | - | - | - | ----- |
| 1 | Cuba                 | 7 | 1 | 1 | 9     |
| 2 | México               | 3 | 6 | 1 | 10    |
| 4 | Venezuela            | 1 | 3 | 5 | 9     |
| 3 | Puerto Rico          | 1 | 1 | 2 | 4     |
| 5 | Colombia             | 0 | 1 | 3 | 4     |
| 6 | República Dominicana | 0 | 0 | 1 | 1     |